# Gašun núr
Gašun núr je bezodtoké slané jezero v Číně v autonomní oblasti Vnitřní Mongolsko. Nachází se na severním okraji pustiny Alašaň v nadmořské výšce 820 m.

## Vodní režim
Je napájeno řekou Žošuj stejně jako sousední jezero Sogo núr, které je oddělené řetězem písečných přesypů a pahorků. Celková rozloha obou jezer je 350 km². Hloubka a rozloha jednotlivých jezer se mění v závislosti na směru toku řeky Žošuj.